# Antonín Brabec (politik)
Antonín Brabec (27. ledna 1928 Stranný – 25. listopadu 1984 Praha) byl český a československý generál, náčelník Hlavní politické správy ČSLA, politik Komunistické strany Československa a poslanec Sněmovny lidu Federálního shromáždění za normalizace.

## Biografie
Pocházel z dělnické rodiny, vyučil se strojním zámečníkem a pracoval v obci Brodce nad Sázavou. V roce 1946 vstoupil do KSČ. Od roku 1951 působil jako voják z povolání. Absolvoval Vojenskou akademii Klementa Gottwalda v Praze a Vojenskou akademii generálního štábu ozbrojených sil SSSR. V letech 1976–1977 zastával funkci zástupce ministra národní obrany ČSSR a náčelníka Civilní obrany ČSSR. Byla mu udělena četná vyznamenání (například Řád práce). V letech 1977–1984 působil na postu náčelníka Hlavní politické správy Československé lidové armády (předtím v letech 1970–1972 coby zástupce náčelníka a náčelník stranicko-organizační správy).
Dne 1. prosince 1977 byl kooptován za člena Ústředního výboru Komunistické strany Československa. XVI. sjezd KSČ ho ve funkci potvrdil. Zasedal zde až do své smrti.
Po volbách roku 1971 zasedl do Sněmovny lidu (volební obvod č. 55 - Ústí nad Labem-Litoměřice, Severočeský kraj). Křeslo ve FS nabyl až dodatečně v červnu 1972 poté, co zemřel poslanec Jan Kalíšek. Mandát obhájil ve volbách v roce 1976 (obvod Louny) a volbách v roce 1981. Ve Federálním shromáždění setrval do své smrti roku 1984. Nahradil ho pak Václav Šípek.

## Vyznamenání
- Řád práce číslo matriky 5664, 1977
- Řád rudé hvězdy
- Medaile Za službu vlasti
- Vyznamenání Za zásluhy o obranu vlasti